# العلاقات الليختنشتانية الماليزية
العلاقات الليختنشتانية الماليزية هي العلاقات الثنائية التي تجمع بين ليختنشتاين وماليزيا.

## مقارنة بين البلدين
هذه مقارنة عامة ومرجعية للدولتين:
| وجه المقارنة                                              | ليختنشتاين                                 | ماليزيا       |
| --------------------------------------------------------- | ------------------------------------------ | ------------- |
| المساحة (كم2)                                             | 16                                         | 330.29 ألف    |
| عدد السكان (نسمة)                                         | 37.47 ألف                                  | 31.62 مليون   |
| الكثافة السكانية (ن./كم²)                                 | 234.19 ألف                                 | 95.73         |
| العاصمة                                                   | فادوتس                                     | كوالالمبور    |
| اللغة الرسمية                                             | اللغة الألمانية                            | لغة ماليزية   |
| العملة                                                    | فرنك سويسري                                | رينغيت ماليزي |
| الناتج المحلي الإجمالي (بليون دولار)                      | 6.29 مليار                                 | 314.50 مليار  |
| الناتج المحلي الإجمالي (تعادل القوة الشرائية) بليون دولار |                                            | 817.43 مليار  |
| الناتج المحلي الإجمالي الاسمي للفرد دولار أمريكي          |                                            | 9.77 ألف      |
| الناتج المحلي الإجمالي للفرد دولار أمريكي                 |                                            | 25.64 ألف     |
| مؤشر التنمية البشرية                                      | 0.908                                      | 0.779         |
| رمز المكالمات الدولي                                      | +423                                       | +60           |
| رمز الإنترنت                                              | .li                                        | .my           |
| المنطقة الزمنية                                           | توقيت وسط أوروبا، ت ع م+01:00، ت ع م+02:00 | ت ع م+08:00   |

## منظمات دولية مشتركة
يشترك البلدان في عضوية مجموعة من المنظمات الدولية، منها:
| علم المنظمة | اسم المنظمة                   | تاريخ انضمام ليختنشتاين | تاريخ انضمام ماليزيا |
| ----------- | ----------------------------- | ----------------------- | -------------------- |
|             | الاتحاد البريدي العالمي       | ?                       | ?                    |
|             | الاتحاد الدولي للاتصالات      | 25 يوليو 1963           | 3 فبراير 1958        |
|             | منظمة حظر الأسلحة الكيميائية  | ?                       | ?                    |
|             | منظمة التجارة العالمية        | ?                       | ?                    |
|             | منظمة الشرطة الجنائية الدولية | ?                       | ?                    |
|             | الأمم المتحدة                 | 18 سبتمبر 1990          | 17 سبتمبر 1957       |

## وصلات خارجية
- موقع وزارة الخارجية الماليزية